# Варшавянка (Мазовецьке воєводство)
Варшавянка (пол. Warszawianka) — село в Польщі, у гміні Лешноволя Пясечинського повіту Мазовецького воєводства.
Населення — 206 осіб (2011).
У 1975-1998 роках село належало до Варшавського воєводства.

## Демографія
Демографічна структура станом на 31 березня 2011 року:
|          | Загалом | Допрацездатний вік | Працездатний вік | Постпрацездатний вік |
| -------- | ------- | ------------------ | ---------------- | -------------------- |
| Чоловіки | 103     | 26                 | 72               | 5                    |
| Жінки    | 103     | 23                 | 61               | 19                   |
| Разом    | 206     | 49                 | 133              | 24                   |